# Sonoryzm
Sonoryzm (z łac. sonorus „dźwięczny” od sonus „dźwięk”) – kierunek w muzyce współczesnej, zaliczany do nurtów drugiej awangardy, typowy przede wszystkim dla muzyki polskiej w latach 60. XX wieku, często utożsamiany z pojęciem polskiej szkoły kompozytorskiej.

## Charakterystyka
Jego nazwa pochodzi od pojęcia sonorystyki muzycznej (techniki sonorystycznej) stworzonego przez polskiego muzykologa Józefa Michała Chomińskiego. W sonoryzmie elementem wyróżnionym i formotwórczym było samo brzmienie, zazwyczaj wydobywane nietradycyjnymi sposobami z tradycyjnych instrumentów, na przykład:
- skrobanie, skrzypienie i bębnienie po pudle instrumentów smyczkowych;
- wydobywanie dźwięku bezpośrednio ze strun lub z korpusu fortepianu;
- gra na zdekompletowanych lub preparowanych instrumentach dętych drewnianych i blaszanych.

Zapoczątkował ten nurt Krzysztof Penderecki utworami Tren – Ofiarom Hiroszimy i I Kwartet smyczkowy, oba skomponowane w 1960 roku. Podjęli go i rozwinęli:
- Henryk Mikołaj Górecki (Genesis I, II; Choros I);
- Wojciech Kilar (Riff 62, Générique);
- Kazimierz Serocki (Freski symfoniczne, Swinging music);
- Andrzej Dobrowolski;
- Zbigniew Rudziński.

Witold Szalonek (m.in. Les sons, 1+1+1+1, Improvisations sonoristiques, Piernikiana) wyróżnił się wyjątkowo odkrywczym podejściem do instrumentów dętych – rozwinął m.in. technikę grania wielodźwięków (tzw. dźwięki kombinowane lub multifony – z oboju można ich wydobyć ok. 160). W muzyce chóralnej najoryginalniejszy był wkład Andrzeja Koszewskiego. Najmłodszym polskim sonorystą był Krzysztof Meyer (pierwsze kwartety smyczkowe i symfonie).
W kompozycjach sonorystycznych ugrupowania rozmaitych rodzajów brzmień częstokroć przejmują role tradycyjnie przypisywane melodii, rytmowi czy harmonii. Formę i dramaturgię utworu kształtują zmiany barwy dźwięku, ewolucja faktury oraz dynamiki. Częste są w utworach sonorystycznych dwa rodzaje przebiegu formy:
- charakterystyczny pomysł brzmieniowy – pomysł kontrastujący – synteza obu pomysłów na zakończenie utworu;
- stopniowe narastanie do kulminacji wykonywanej przez cały zespół, w maksymalnej dynamice – albo wręcz przeciwnie, redukcja (jak w Refrenie Góreckiego).

Utworom sonorystycznym zarzucano często, że są „katalogami efektów”. Istotnie, powstawały w okresie, który ich kompozytorzy później określali mianem „eksperymentalnego”. Ze środków wypracowanych w późniejszych latach komponowali dzieła znacznie bardziej złożone, bliższe tradycyjnej symfonice lub kameralistyce, czego przykładem jest przede wszystkim Pasja według św. Łukasza Krzysztofa Pendereckiego.
Wiele partytur sonorystycznych zdradzało wyraźną inspirację rysunkami technicznymi, wykresami, a nawet elektrokardiogramami.

## Kompozytorzy związani z nurtem sonoryzmu
- Tadeusz Baird
- Zbigniew Bujarski
- Andrzej Dobrowolski
- Henryk Mikołaj Górecki
- Wojciech Kilar
- Witold Lutosławski
- Grażyna Bacewicz
- Krzysztof Meyer
- Krzysztof Penderecki
- Bogusław Schaeffer
- Kazimierz Serocki
- Witold Szalonek